# 15 Korpus (austro-węgierski)

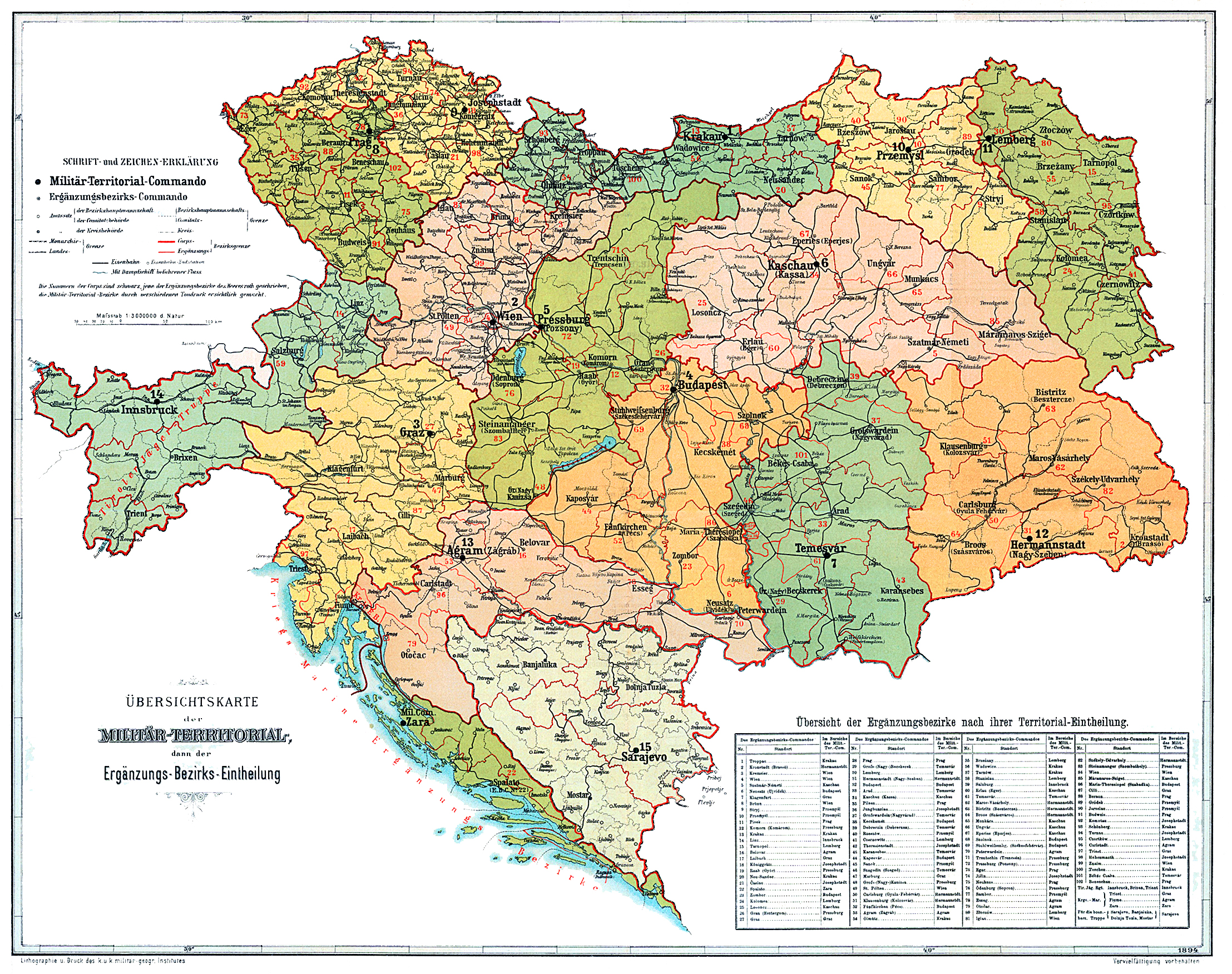
Wojskowy podział terytorialny Monarchii Austro-Węgier w 1894

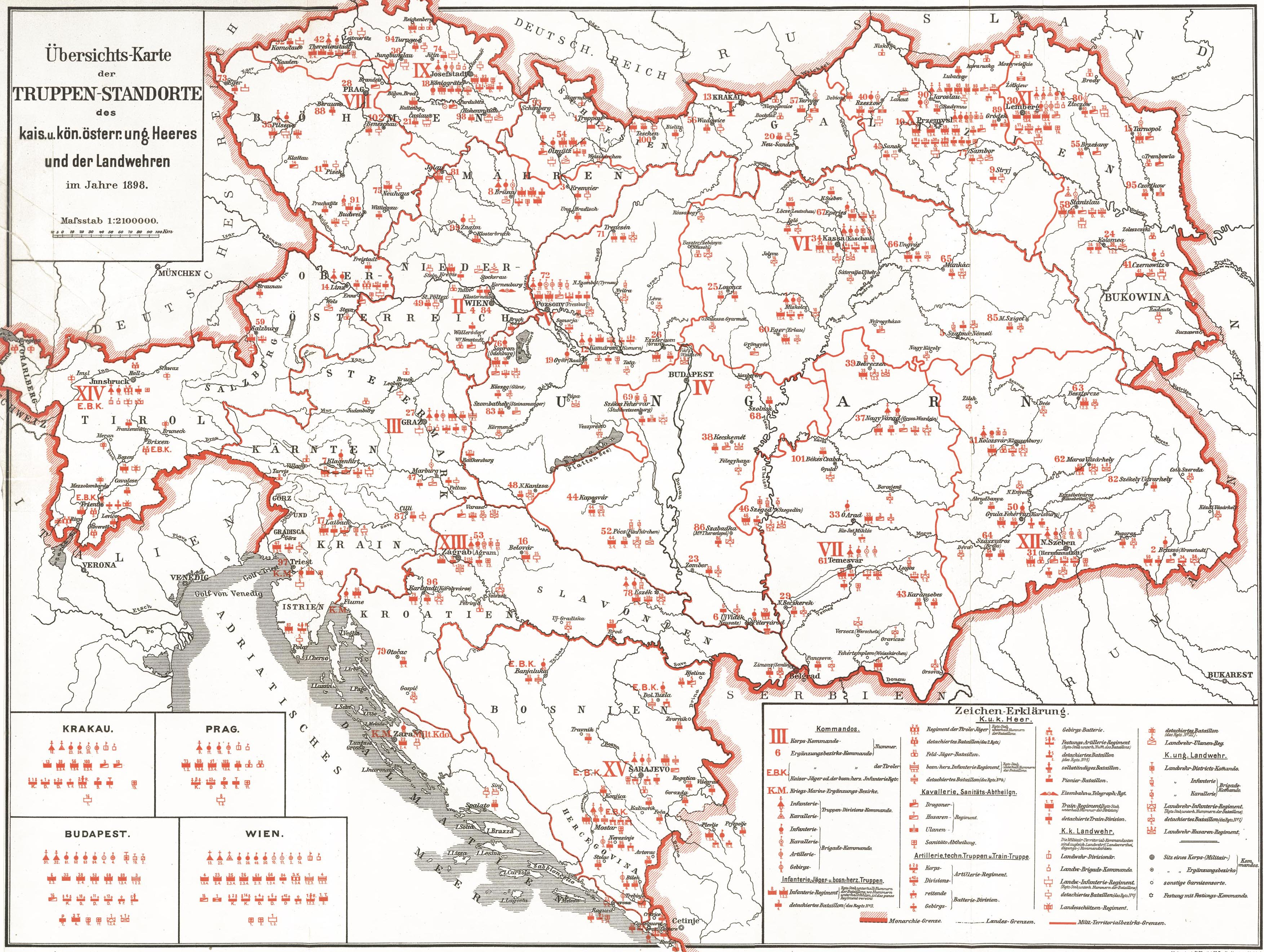
Dyslokalizacja sił zbrojnych Monarchii Austro-Węgier w styczniu 1898

15 Korpus (niem. 15. Korps) – wyższy związek taktyczny cesarskiej i królewskiej Armii z dowództwem w Sarajewie.

## Skład i obsada personalna w sierpniu 1914
W 1914 jego dowódcą był generał piechoty Michael von Appel, zaś szefem sztabu płk Michael Mihaljević. W czasie wybuchu I wojny światowej korpus był podporządkowany 6 Armii i walczył na froncie bałkańskim.
- 1 Dywizja Piechoty (1. ID): FML Stephan Bogat von Kostanjević 
  - 7 Brygada Górska (7. GBrig.): GM. Otto Sertić
  - 9 Brygada Górska (9. GBrig.): płk. Joseph Hrozný
- 48 Dywizja Piechoty (48. ID):  FML Johann Ritter Eisler von Eisenhort
  - 10 Brygada Górska (10. GBrig.): płk. Heinrich Edler von Droffa
  - 12 Brygada Górska (12. GBrig.): GM. Franz Kaiser Edler von Maasfeld

## Obsada personalna Komendy 12 Korpusu
Komendanci korpusu i generałowie dowodzący
(niem. Korpskommandant und Kommandierender General)
- GdK Johann Nepomuk von Appel (I 1883 – XII 1903)
- FZM Eugen von Albori (XII 1903 – VI 1907)
- FML Aurel von Le Beau (p.o. X – XI 1918)

Generałowie przydzieleni
(niem. Zugeteilter General)
- FML Johann von Karl (1905 – 1906)

Szefowie Sztabu Generalnego
(niem. Generalstabschef)
- płk SG Ludwig Schwitzer von Bayersheim (I 1883 – IX 1887 → komendant 11 Brygady Piechoty)
- płk SG Anton Lipoščak (VI 1905 – X 1909 → szef sztabu generalnego inspektora wojsk w Sarajewie)